# Vincent Lopez
 (novembre 2023).
Si vous disposez d'ouvrages ou d'articles de référence ou si vous connaissez des sites web de qualité traitant du thème abordé ici, merci de compléter l'article en donnant les références utiles à sa vérifiabilité et en les liant à la section « Notes et références ».
Vincent Lopez (1895-1975) est un pianiste et chef d'orchestre américain.

## Carrière
Né de parents portugais immigrés à Brooklyn (New York), Vincent Lopez dirige un orchestre de bal à New York en 1917. Le 27 novembre 1921, son groupe se fait connaître par une émission radiophonique hebdomadaire de 90 minutes sur Newark, NJ station stimulant sa propre popularité ainsi que la radio. Il entamait ses émissions de radio en annonçant Lopez speaking! (Lopez à l'appareil !). Le générique de l'émission, Nola, est un ragtime de 1915 de Felix Arndt. Lopez sera tellement identifié par ce thème qu'il lui arrivera d'en faire la satire. 
Parmi les nombreux musiciens qui ont joué dans son groupe on peut citer Artie Shaw, Xavier Cugat, Jimmy Dorsey, Tommy Dorsey, Mike Mosiello et Glenn Miller. Il a également en vedette comme interprètes les Sœurs Keller et Lynch, Betty Hutton et Marion Hutton. Son batteur Mike Riley a popularisé The Music Goes Round and Round. Le style flamboyant de Lopez au piano a influencé des musiciens comme Eddy Duchin et Liberace.
En 1941, l'orchestre de Lopez est attaché au Taft Hotel à Manhattan. Cette collaboration durera 20 ans.
Au début des années 1950, Lopez avec Gloria Parker a organisé une émission de radio diffusée de l'Hôtel Taft appelée Shake the Maracas (agitez les maracas) dans lequel le public participe à un concours pour gagner des petits prix, en jouant des maracas avec l'orchestre.
Vincent Lopez est mort à Miami Beach, Floride.

## Discographie
Les chansons et la musique sont de Gloria Parker
- Early In The Morning.
- Here Comes That Mood.
- In Santiago by the Sea.
- I Learned To Rumba.
- My Dream Christmas.
- Shake The Maracas, nom de l'émission radiophonique sur WABC.
- When Our Country Was Born.

## Source
- (en) Cet article est partiellement ou en totalité issu de l’article de Wikipédia en anglais intitulé « Vincent Lopez » (voir la liste des auteurs).